# داستان آغاز می‌شود
داستان آغاز می‌شود (انگلیسی: The Story Begins) نخستین آلبوم چندآهنگه (ئی‌پی) از گروه دخترانهٔ کره‌ای توایس است. این آلبوم چندآهنگه در ۲۰ اکتبر ۲۰۱۵ توسط جی‌وای‌پی انترتینمنت و از طریق کی‌تی میوزیک منتشر شد. این آلبوم شامل شش قطعه است که تک‌آهنگ آغازین آن به نام «Like Ooh-Ahh»، توسط بلک آید پیلسونگ ساخته شده و آمیزه‌ای از چند سبک موسیقی مختلف است.
پس از شکل‌گیری گروه توایس از طریق برنامهٔ رقابتی شانزده که در ژوئیه ۲۰۱۵ به پایان رسید، این گروه سه ماه بعد به‌طور رسمی فعالیت خود را آغاز کرد. اعضای گروه این آلبوم چندآهنگه را در چندین برنامهٔ موسیقی تلویزیونی کره جنوبی معرفی و تبلیغ کردند. این آلبوم با موفقیتی نسبتاً خوب در بازار روبه‌رو شد، در جایگاه سوم جدول آلبوم‌های گائون قرار گرفت و تا پایان سال ۲۰۱۵، بیش از ۴۰٬۰۰۰ نسخه از آن به فروش رسید.

## جدول‌های موسیقی
| جدول (۲۰۱۵–۱۹)                        | بالاترین جایگاه |
| ------------------------------------- | --------------- |
| آلبوم‌های ژاپنی (اوریکون)              | ۴۳              |
| آلبوم‌های کره جنوبی (گائون)            | ۳               |
| آلبوم‌های جهانی ایالات متحده (بیلبورد) | ۱۵              |

| جدول (۲۰۱۵)                | جایگاه |
| -------------------------- | ------ |
| آلبوم‌های کره جنوبی (گائون) | ۴۹     |

| جدول (۲۰۱۶)                | جایگاه |
| -------------------------- | ------ |
| آلبوم‌های کره جنوبی (گائون) | ۵۸     |

## تاریخچه انتشار
| منطقه     | تاریخ          | فرمت(ها)              | نسخه      | ناشر                            | منابع       |
| --------- | -------------- | --------------------- | --------- | ------------------------------- | ----------- |
| مختلف     | ۲۰ اکتبر ۲۰۱۵  | دانلود دیجیتال استریم | استاندارد | جی‌وای‌پی                         | [ ۶ ] [ ۷ ] |
| کره جنوبی | ۲۰ اکتبر ۲۰۱۵  | سی‌دی                  | استاندارد | جی‌وای‌پی                         | [ ۸ ]       |
| تایوان    | ۱۱ دسامبر ۲۰۱۵ | سی‌دی + دی‌وی‌دی         | تایوان    | جی‌وای‌پی یونیورسال میوزیک تایوان | [ ۹ ]       |
| تایلند    | ۱۲ فوریه ۲۰۱۶  | سی‌دی                  | تایلند    | جی‌وای‌پی بی‌ئی‌سی-ترو میوزیک       | [ ۱۰ ]      |